# Печето ди Валенца
Печето ди Валенца (итал. Pecetto di Valenza) је насеље у Италији у округу Алесандрија, региону Пијемонт.
Према процени из 2011. у насељу је живело 459 становника. Насеље се налази на надморској висини од 194 м.

## Становништво
| 1931. | 1936. | 1951. | 1961. | 1971. | 1981. | 1991. | 2001. | 2011. |
| ----- | ----- | ----- | ----- | ----- | ----- | ----- | ----- | ----- |
| 1.267 | 1.293 | 1.147 | 1.096 | 847   | 1.136 | 1.249 | 1.312 | 1.233 |